# بيل ارتشر (ممثلة)
بيل ارتشر (بالإنجليزية: Belle Archer) هي ممثلة أمريكية، ولدت في 5 سبتمبر 1858 في إيستون (بنسيلفانيا) في الولايات المتحدة، وتوفيت في 19 سبتمبر 1900 في وارن في الولايات المتحدة.